# Josef Rambacher
Josef „Sepp“ Karl Rambacher (* 5. Jänner 1917 in Wien; † 13. September 1992 in Steyr) war ein österreichischer Fußballspieler und -trainer, der neben bzw. nach seiner Sportlaufbahn als kaufmännischer Angestellter tätig war.

## Leben und Wirken
Josef Rambacher wurde am 5. Jänner 1917 als Sohn des damaligen Hilfsarbeiters Josef Rambacher (* 14. März 1888 in Hof am Leithagebirge) und dessen Ehefrau, der Köchin Anna (geborene Brunner; * 18./19. Juli 1891 in Bockfließ; † 7. November 1974 in der Klinik Wien-Penzing), in Wien geboren und am 14. Jänner 1917 auf den Namen Josef Karl getauft. Seine Eltern hatten am 15. August 1916 in Wien-Rennweg geheiratet.
In seiner Heimatstadt spielte er für den SC Aspangbahn (VAFÖ), den Reichsbund Erdberg, ABC Wien, den Wiener AC (um 1935), den SC Rekord III sowie den SC Libertas Wien, bevor er zum oberösterreichischen Klub SK Vorwärts Steyr wechselte. Anschließend war er für die deutschen Vereine BSC Oppau 1914, Oppau-Ludwigshofen und VfL Günzburg aktiv. Später spielte er im Mostviertel (Niederösterreich) für den SC St. Valentin und den SC Union Haidershofen. Dort war er um das Jahr 1954 tätig und übernahm gleichzeitig die Rolle des Trainers. Um 1954 war er außerdem als Trainer des SK Vorwärts Steyr in der B-Liga tätig. Über seinen weiteren Karriereverlauf ist nichts bekannt.
Rambacher, der während seiner Karriere vorwiegend als Abwehrspieler eingesetzt wurde und beruflich als kaufmännischer Angestellter tätig war, erreichte seinen Karrierehöhepunkt beim SK Vorwärts Steyr. Dort spielte er sowohl vor als auch während und nach dem Zweiten Weltkrieg. Bereits in der Saison 1938/39 schien Rambacher in Zeitungsberichten als Spieler der Steyrer auf und war einer der ersten Spieler, der nach einer Neuregelung im Disziplinarverfahren von Gaufachwart Hans Janisch als Provinzspieler eine Sperre (14 Tage) erhielt. Mit Vorwärts Steyr spielte er in dieser Zeit in der Bezirksklasse West, einer der Bezirksklassen, die als Unterbau zur Gauliga Ostmark dienten. In der Saison 1938/39 belegte die Mannschaft den dritten Platz im Endklassement. An seiner Seite in der Abwehr spielte zu dieser Zeit Karl Schrattenecker, der es bei Wahl zur Jahrhundertelf von Vorwärts Steyr im Jahr 2019 beinahe in ebendiese geschafft hatte. Über die gesamte Kriegsdauer hinweg war Rambacher mit der Mannschaft in der Zweitklassigkeit aktiv. 1944 kam es zu einer kriegsbedingten Spielgemeinschaft der Fußballvereine SK Amateure Steyr und SK Vorwärts Steyr, die sich jedoch nach wenigen Monaten wieder auflöste.
Ende des Jahres 1947 kam er nach mehrjähriger russischer Kriegsgefangenschaft nach Hause. Nach einem zweiten Platz hinter dem LASK in der Saison 1947/48 stieg Rambacher mit den Steyrern in der nachfolgenden Spielzeit als oberösterreichischer Meister in die neue Staatsliga A, die höchste Fußballliga Österreichs, auf. Kurz zuvor war Rambacher bei der Generalversammlung 1949 zum Sektionsleiter von Vorwärts Steyr gewählt worden. Ebenfalls 1948/49 hatte es Steyr erstmals in der Vereinsgeschichte ins Finale eines ÖFB-Cups geschafft, unterlag in diesem jedoch dem dominierenden FK Austria Wien mit 2:5.
In der Nacht des 5. Februar 1950 wurde Rambacher, der sich auf dem Heimweg von der Hochzeit seines Teamkollegen Alois Hartl befand, in der Enge Gasse in Steyr angegriffen, als er versuchte, einen dort ausgebrochenen Streit zu schlichten. Eine Displaced Person stach ihm mit einem Taschenmesser in die linke Bauchseite, wodurch er schwer verletzt und deshalb ins Steyrer Krankenhaus gebracht wurde. Aufgrund dieses Angriffs fiel Rambacher kurzzeitig aus, konnte die Saison jedoch nach kurze Pause zu Ende spielen. Erst zwei Monate zuvor war er im Dezember 1949 verletzungsbedingt ausgefallen und konnte deshalb nicht am Spiel gegen den SK Sturm Graz teilnehmen, war aber noch vor der Winterpause genesen.
Vorwärts Steyr belegte in der Erstligasaison 1949/50 den achten Platz und war damit der bestplatzierte Aufsteiger vor Sturm Graz, Gloggnitz und Slovan Wien. Dies war zugleich die erste Spielzeit in der höchsten österreichischen Fußballliga, in der auch erstmals Mannschaften aus anderen Bundesländern außerhalb Wiens vertreten waren. Rambacher, der bei Vorwärts Steyr in der Verteidigung zumeist an der Seite von Heinz Schneider zum Einsatz kam, wurde in dieser Spielzeit in den Medien des Öfteren als „plump und unbeweglich“ bezeichnet. Außerdem wurden im Laufe der Saison mehrere Abwehrfehler Rambachers hervorgehoben, die zu Gegentoren führten. Dennoch galt er als schwergewichtiger Verteidiger, an dem man nicht so leicht vorbeikam. Weiters agierte er oftmals als Allrounder und konnte auch als Stürmer eingesetzt werden.
Nach zwei Spielzeiten in der höchsten Fußballliga des Landes musste er mit Vorwärts Steyr nach der Saison 1950/51 in die B-Liga absteigen. Wie lange Rambacher danach noch für Vorwärts Steyr aktiv war, geht aus den vorhandenen Quellen nicht hervor, jedoch ist davon auszugehen, dass er seine aktive Karriere noch im Laufe der 1950er Jahre beendet hat.
Während seiner Zeit in Oberösterreich schaffte er es achtmal in die oberösterreichische Landesauswahl bzw. ins Steyrer Stadtteam und war dreimal in Jugendauswahlen in Verwendung. Rambacher errang fünf Meisterschaftsmedaillen und drei Cupmedaillen, darunter eine für die Teilnahme am Finale des ÖFB-Bundesländer-Cups 1948/49, als er bei einer 2:5-Niederlage gegen den FK Austria Wien zum Einsatz kam. Bereits in seiner Jugend hatte er einer Wiener Jugend-Städteauswahl angehört.
Am Morgen des 13. September 1992 starb Rambacher im Alter von 75 Jahren in Steyr.